# حوت الغماس
حوت الغماس (الاسم العلمي: †Gaviacetus) هو جنس من الثدييات المنقرضة يتبع فصيلة الحيتان الأولية من رتبة مزدوجات الأصابع.